# Портер, Билли (актёр)
Би́лли По́ртер (англ. Billy Porter; род. 21 сентября 1969) — американский актёр, певец и драматург. Лауреат премий «Тони», «Грэмми» и «Эмми», а также двукратный номинант на «Золотой глобус».

## Ранние годы
Билли Портер родился 21 сентября 1969 года в Питтсбурге, Пенсильвания, в семье Уильяма И. Портера и Клоринды Джин Джонсон Портер Форд. У него есть сестра, МэриМарта Форд-Дьенг. Его отец оставил семью, когда Портеру было полтора года, после чего его мать повторно вышла замуж. Портер ушёл из дома, когда ему было 17 лет, из-за насилия со стороны отчима. Он окончил Колледж изящных искусств при университете Карнеги — Меллона, где получил степень бакалавра в драме, а также изучал сценарное мастерство в Калифорнийском университете в Лос-Анджелесе.

## Карьера
Портер начинал карьеру на театральной сцене, появившись в таких постановках, как «Мисс Сайгон», «Пять парней по имени Мо», «Бриолин» и «Венецианский купец». Он имел небольшие роли в фильмах «Не такой как все» и «Клуб первых жён» (оба 1996), «Практикантка», «Клуб разбитых сердец: Романтическая комедия» (оба 2000), а также принимал участие в озвучивании мультфильма «Анастасия» (1997). Портер написал шоу одного актёра, «Гетто-суперзвезда (Тот, кто я есть)», с которым выступал в Нью-Йорке с февраля по март 2005 года, и которое принесло ему номинации на премии Лиги Драмы и «ГЛААД».
Портер добился признания критиков и зрителей благодаря роли Лолы в бродвейском мюзикле «Чумовые боты», за которую получил ряд наград и номинаций, включая премии «Тони» и «Драма Деск» за лучшую мужскую роль в мюзикле в 2013 году. Он также имел эпизодические роли в сериалах «Закон и порядок», «Большая буква „Р“», «Закон и порядок: Специальный корпус» и «Отжиг».
Начиная с 2018 года, Портер исполняет одну из ведущих ролей в телесериале FX «Поза». Она принесла ему премию «Эмми», тем самым сделав его первым чернокожим открытым актёром-геем, выигравшим «Эмми» в главной категории, а также номинации на «Золотой глобус», «Выбор телевизионных критиков» и Ассоциацию телевизионных критиков. В 2018 году он также появился в восьмом сезоне сериала-антологии «Американская история ужасов» под названием «Апокалипсис».

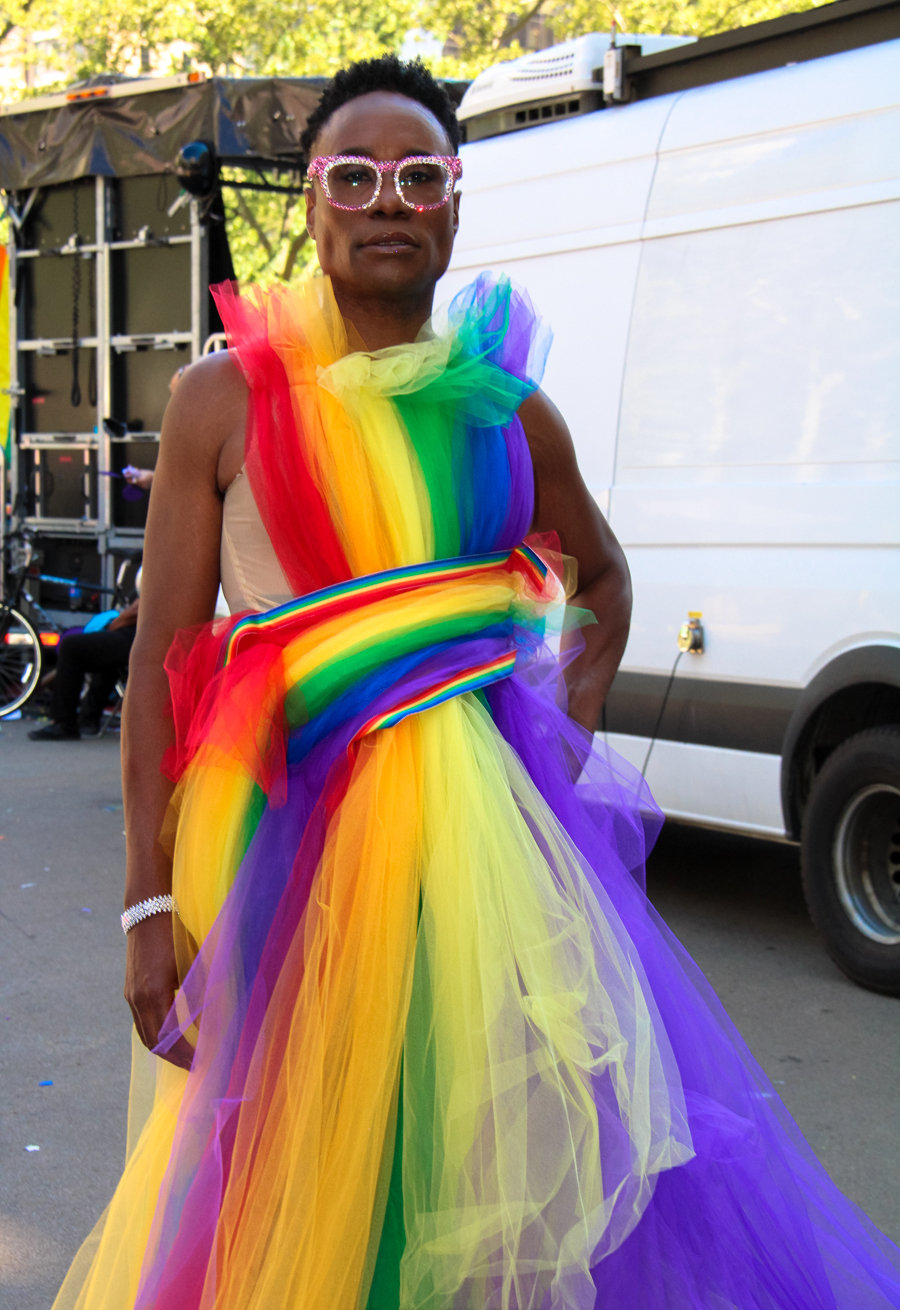
Портер на прайд-параде в Нью-Йорке в 2019 году.

В 2020 году Портер появился в комедии Мигеля Артеты «Гламурные боссы», а также эпизоде сериала сериала «Сумеречная зона». Он исполнит роль Феи-крёстной в экранизация сказки «Золушка» режиссёра Кэй Кэннон, премьера которой состоится в сентябре 2021 года.
В 2022 году состоялся режиссерский дебют Портера с романтической комедией «Всё возможно».

## Личная жизнь
Портер — гей. 14 января 2017 года он сочетался браком со своим партнёром Адамом Смитом после восьми лет отношений.
Портер — христианин.
В мае 2021 года Портер признался, что в июне 2007 года ему был поставлен диагноз ВИЧ.

## Фильмография

### Кино
| Год  | Русское название                            | Оригинальное название                     | Роль                           | Примечания |
| ---- | ------------------------------------------- | ----------------------------------------- | ------------------------------ | ---------- |
| 1996 | Не такой как все                            | Twisted                                   | Шиниква                        |            |
| 1996 | Клуб первых жён                             | The First Wives Club                      | певец                          |            |
| 1997 | Анастасия                                   | Anastasia                                 | разные персонажи (озвучивание) |            |
| 2000 | Практикантка                                | The Intern                                | Себастьян Нидерфарб            |            |
| 2000 | Клуб разбитых сердец: Романтическая комедия | The Broken Hearts Club: A Romantic Comedy | Тейлор                         |            |
| 2004 | Ноэль                                       | Noel                                      | Рэнди                          |            |
| 2014 | Унижение                                    | The Humbling                              | Принс                          |            |
| 2020 | Гламурные боссы                             | Like a Boss                               | Барретт                        |            |
| 2021 | Золушка                                     | Cinderella                                | Фея-крёстная                   |            |
| 2022 | Всё возможно                                | Anything's Possible                       | —                              | режиссер   |
| 2023 | 80 для Брэди                                | 80 for Brady                              | Гугу                           |            |
| 2023 | Наш сын                                     | Our Son                                   | Габриэль                       |            |

### Телевидение
| Год         | Русское название                                    | Оригинальное название                          | Роль          | Примечания                                                  |
| ----------- | --------------------------------------------------- | ---------------------------------------------- | ------------- | ----------------------------------------------------------- |
| 1998        | Другой мир                                          | Another World                                  | Билли Раш     | 1 эпизод                                                    |
| 1999        | Трясись, греми, крутись: Американская история любви | Shake, Rattle and Roll: An American Love Story | Ричард        | Телевизионный фильм                                         |
| 2004        | Закон и порядок                                     | Law & Order                                    | Грег Эллисон  | Эпизод: «Cry Wolf»                                          |
| 2012        | Большая буква «Р»                                   | The Big C                                      | Эрик          | Эпизод: «Thin Ice»                                          |
| 2013        | Закон и порядок: Специальный корпус                 | Law & Order: Special Victims Unit              | Джеки Уокер   | Эпизод: «Dissonant Voices»                                  |
| 2016        | Отжиг                                               | The Get Down                                   | диджей Малибу | Эпизод: «Where There Is Ruin, There Is Hope for a Treasure» |
| 2018 — 2021 | Поза                                                | Pose                                           | Прей Телл     | Регулярная роль, 18 эпизодов                                |
| 2018        | Американская история ужасов: Апокалипсис            | American Horror Story: Apocalypse              | Бехолд Шабли  | Повторяющаяся роль, 5 эпизодов                              |
| 2019        | Субботним вечером в прямом эфире                    | Saturday Night Live                            | камео         | Эпизод: «David Harbour/Camila Cabello»                      |
| 2020        | Сумеречная зона                                     | The Twilight Zone                              | Кит           | Эпизод: «The Who of You»                                    |

### Музыкальные видео
| Год  | Название                                      | Артист       |
| ---- | --------------------------------------------- | ------------ |
| 1997 | «Borrowed Time»                               | Билли Портер |
| 1997 | «Show Me»                                     | Билли Портер |
| 2017 | «Edelweiss»                                   | Билли Портер |
| 2018 | «I’m Gonna Wash That Man Right Outta My Hair» | Билли Портер |
| 2019 | «You Need to Calm Down»                       | Тейлор Свифт |

## Театр
| Год       | Русское название             | Оригинальное название                                                               | Роль              | Примечания       |
| --------- | ---------------------------- | ----------------------------------------------------------------------------------- | ----------------- | ---------------- |
| 1991      | Мисс Сайгон                  | Miss Saigon                                                                         | морпех / Джон     | Бродвей          |
| 1992-1993 | Пять парней по имени Мо      | Five Guys Named Moe                                                                 | Мо                | Бродвей          |
| 1994      | Бриолин                      | Grease                                                                              | Тин-Эйнджел       | Офф-Бродвей      |
| 1995      | Венецианский купец           | The Merchant of Venice                                                              | Соланио           | Офф-Бродвей      |
| 1995      | Песни для нового мира        | Songs for a New World                                                               | исполнитель       | Офф-Бродвей      |
| 1995—1997 | Кафе Смоки Джо               | Smokey Joe’s Cafe                                                                   | разные роли       | Бродвей          |
| 1998—1999 | Мисс Сайгон                  | Miss Saigon                                                                         | Джон              | Бродвей          |
| 1998      | Иисус Христос — суперзвезда  | Jesus Christ Superstar                                                              | Иисус из Назарета | Офф-Бродвей      |
| 2003      | Сияющий ребёнок              | Radiant Baby                                                                        | разные роли       | Офф-Бродвей      |
| 2005      | Бёрди Блю                    | Birdie Blue                                                                         | разные роли       | Офф-Бродвей      |
| 2005      | Гетто-суперзвезда            | Ghetto Superstar                                                                    | н/д               | Офф-Бродвей      |
| 2010      | Ангелы в Америке             | Angels in America                                                                   | Белиз             | Офф-Бродвей      |
| 2013—2015 | Чумовые боты                 | Kinky Boots                                                                         | Лола              | Бродвей          |
| 2014      | Чумовые боты                 | Kinky Boots                                                                         | Лола              | Национальный тур |
| 2016      |                              | Shuffle Along, Or The Making of the Musical Sensation of 1921 and All That Followed | Обри Лайлс        | Бродвей          |
| 2016      | Белый кролик, красный кролик | White Rabbit, Red Rabbit                                                            | н/д               | Офф-Бродвей      |
| 2017—2018 | Чумовые боты                 | Kinky Boots                                                                         | Лола              | Бродвей          |

## Дискография

### Студийные альбомы
- Billy Porter (1997)
- At the Corner of Broadway + Soul (2005)
- Billy’s Back on Broadway (2014)
- Billy Porter Presents the Soul of Richard Rodgers (2017)

### Синглы
- «Show Me» / «What Iz Time» (1997)
- «Awaiting You» / «Time (Live)» (2005)
- «Edelweiss» (2017)
- «Love Yourself» (2019)

## Награды и номинации
| Год  | Ассоциация                                    | Категория                                                   | Работа            | Результат |
| ---- | --------------------------------------------- | ----------------------------------------------------------- | ----------------- | --------- |
| 2005 | Премия Лиги Драмы                             | Выдающееся исполнение                                       | Гетто-суперзвезда | Номинация |
| 2006 | Премия «ГЛААД»                                | Театр Нью-Йорка: Лучшее бродвейское или офф-бродвейское шоу | Гетто-суперзвезда | Номинация |
| 2013 | Премия «Драма Деск»                           | Лучший актёр в мюзикле                                      | Чумовые боты      | Победа    |
| 2013 | Выбор аудитории сайта «Broadway.com»          | Любимый актёр в мюзикле                                     | Чумовые боты      | Победа    |
| 2013 | Премия Внешнего общества критиков             | Лучший актёр в мюзикле                                      | Чумовые боты      | Победа    |
| 2013 | Премия «Тони»                                 | Лучшая мужская роль в мюзикле                               | Чумовые боты      | Победа    |
| 2013 | Премия Фреда и Адель Астер                    | Лучший танцор в бродвейском шоу                             | Чумовые боты      | Номинация |
| 2013 | Премия Лиги Драмы                             | Выдающееся исполнение                                       | Чумовые боты      | Номинация |
| 2014 | Премия «Грэмми»                               | Лучший альбом на основе театрального мюзикла                | Чумовые боты      | Победа    |
| 2017 | Премия «ГЛААД»                                | Премия Вито Руссо                                           | н/д               | Победа    |
| 2019 | Премия «Золотой глобус»                       | Лучшая мужская роль в телевизионном сериале — драма         | Поза              | Номинация |
| 2019 | Премия «Дориан»                               | Телевизионный перформанс года                               | Поза              | Победа    |
| 2019 | Премия «Дориан»                               | Телевизионный музыкальный момент года                       | Поза              | Победа    |
| 2019 | Премия «Выбор телевизионных критиков»         | Лучшая мужская роль в драматическом телесериале             | Поза              | Номинация |
| 2019 | Премия «Black Reel»                           | Лучший актёр в драматическом телесериале                    | Поза              | Победа    |
| 2019 | Премия Ассоциации телевизионных критиков      | Личные достижения в драме                                   | Поза              | Номинация |
| 2019 | Прайм-тайм премия «Эмми»                      | Лучший актёр в драматическом телесериале                    | Поза              | Победа    |
| 2019 | Премия «Gold Derby»                           | Лучший актёр в драматическом сериале                        | Поза              | Победа    |
| 2019 | Премия «Gold Derby»                           | Актёр года                                                  | Поза              | Номинация |
| 2019 | Премия «Gold Derby»                           | Лучший актёр в драматическом сериале за десятилетие         | Поза              | 3-е место |
| 2019 | Ассоциация онлайн-критиков кино и телевидения | Лучший актёр в драматическом телесериале                    | Поза              | Номинация |
| 2020 | Премия «Золотой глобус»                       | Лучшая мужская роль в телевизионном сериале — драма         | Поза              | Номинация |
| 2020 | Премия «Выбор телевизионных критиков»         | Лучшая мужская роль в драматическом телесериале             | Поза              | Номинация |